# 荻原昌之
荻原 昌之（おぎわら まさゆき）は、戦国時代から安土桃山時代にかけての武将。甲斐武田氏が滅んだ後、徳川家に従った。

## 略歴
荻原昌勝の一族。『甲陽軍鑑』の記事に拠ると、荻原氏は甲斐国山梨郡荻原（旧東山梨郡三富村）の国境秩父口の防備を勤めた一族で、その子孫とされる家が武田信玄に仕えた。武田信玄陣立書によると旗本の横目衆に属している。
天正10年（1582年）3月に織田信長・徳川家康連合軍の武田征伐による甲斐武田氏滅亡後、徳川家康から荻原本領を安堵され甲州九口之道筋奉行に命じられる。天正12年（1584年）長久手の戦いに従軍。天正16年（1588年）5月10日、56歳で死去。
なお、江戸幕府5代将軍・徳川綱吉に仕えた財政家・荻原重秀はこの荻原氏の一族である。

## 系譜
子孫は八王子千人同心千人頭として明治期まで存続。